# Lissotes kershawi
Lissotes kershawi is een keversoort uit de familie vliegende herten (Lucanidae). De wetenschappelijke naam van de soort is voor het eerst geldig gepubliceerd in 1918 door Lea.